# Terbio
El terbio es un elemento químico de la tabla periódica cuyo símbolo es Tb, sólido metálico de color blanco y brillo plateado. Su número atómico es 65, con una masa atómica de 158,9.
Tiene una densidad de 8,3 g/cm³. Con un punto de fusión de 1.360 °C y un punto de ebullición de 3.041 °C. Es un metal de transición interna de la familia de los lantánidos del Sistema Periódico. Se encuentra habitualmente como óxido en las tierras raras. Forma sales trivalentes de color blanco cuyas soluciones son incoloras.
Su concentración en la corteza terrestre es de 0,09 ppm.

## Historia

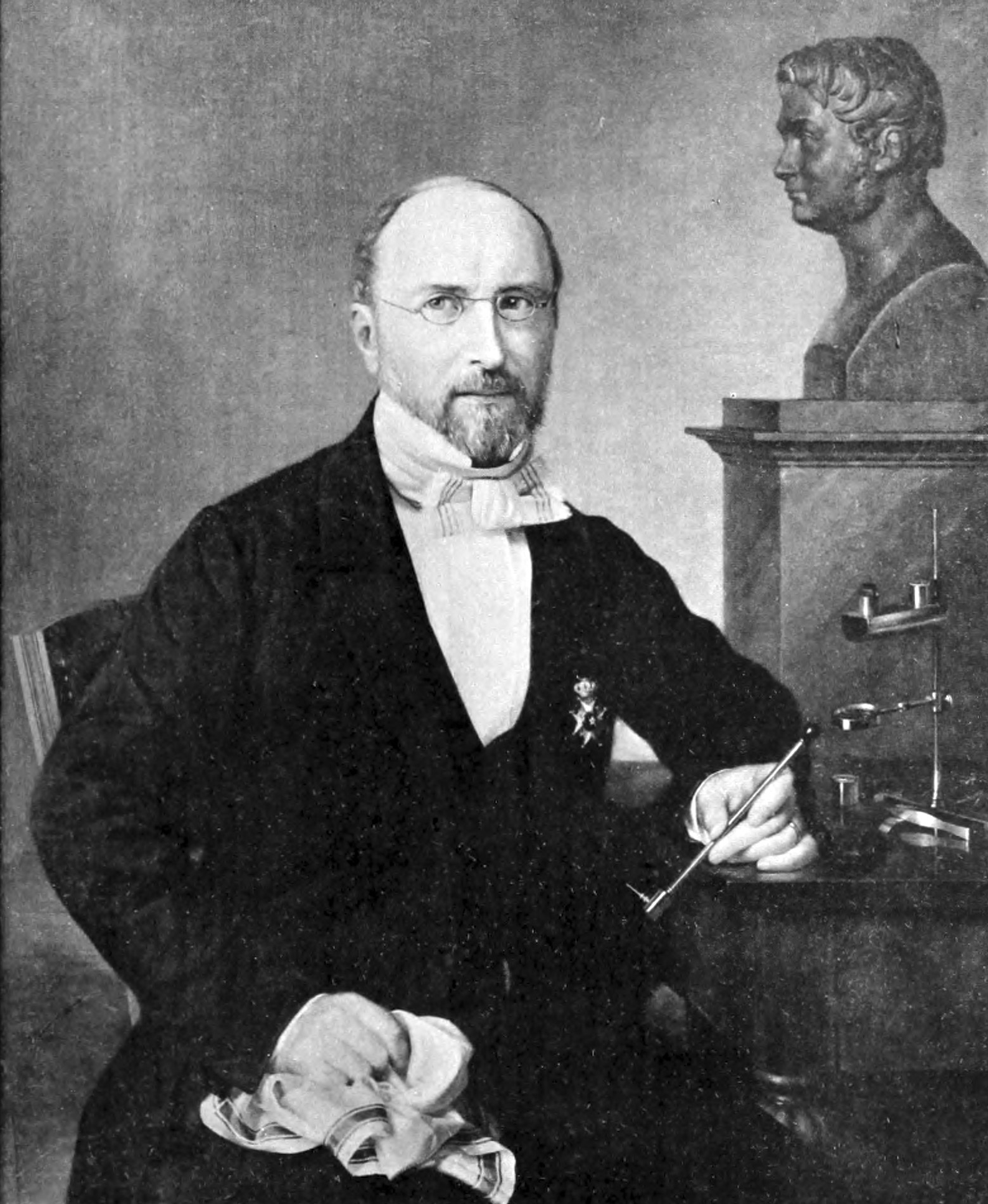
Carl Gustaf Mosander, el científico que descubrió el terbio, lantano y erbio.

El terbio fue descubierto en 1843 por el químico sueco Carl Gustaf Mosander, que lo detectó como impureza en óxido de itrio. Su nombre se debe a la localidad sueca Ytterby en Suecia. No fue aislado en estado puro hasta 1905 cuando se hicieron habituales las nuevas técnicas de intercambio de iones.: 701  Su aislamiento fue hecho por primera vez por Georges Urbain.
Este elemento se clasifica como tierra rara. El término "rara" puede conducir a equívoco, pues el terbio es más común que metales como la plata o el mercurio. Esta terminología poseía otro significado para los químicos de antaño. Se utilizaba porque los elementos clasificados como tales eran muy difíciles de separar unos de otros. No eran raros en la Tierra, sino que eran raramente usados para algo.
Mosander primero separó la itria en tres fracciones, todas llamadas así por el mineral: itria, erbia y terbia. "Terbia" era originalmente la fracción que contenía el color rosa, debido al elemento que ahora se conoce como erbio. "Erbia" (que contiene lo que ahora se conoce como terbio) originalmente era la fracción que era esencialmente incolora en solución. Se observó que el óxido insoluble de este elemento estaba teñido de marrón.
Los investigadores posteriores tuvieron dificultades para observar la "erbia" incolora menor, pero la fracción rosa soluble era imposible de pasar por alto. Los argumentos iban y venían sobre si erbia existía. En la confusión, los nombres originales se invirtieron y el intercambio de nombres se mantuvo, de modo que la fracción rosa se refirió finalmente a la solución que contenía erbio (que en solución es rosa). Ahora se cree que los trabajadores que usan sodio doble o sulfato de potasio para eliminar la ceria del itria sin darse cuenta perdieron el terbio en el precipitado que contenía ceria. Lo que ahora se conoce como terbio era solo alrededor del 1% del itrio original, pero eso fue suficiente para impartir un color amarillento al óxido de itrio. Por lo tanto, el terbio era un componente menor en la fracción original que lo contenía, donde estaba dominado por sus vecinos inmediatos, gadolinio y disprosio.
A partir de entonces, cada vez que se separaban otras tierras raras de esta mezcla, la fracción que daba el óxido marrón retenía el nombre de terbio, hasta que finalmente se obtenía el óxido marrón de terbio en forma pura. Los investigadores del siglo XIX no contaban con el beneficio de la tecnología de fluorescencia UV para observar la fluorescencia de Tb(III) de color amarillo brillante o verde que habría facilitado la identificación del terbio en mezclas o soluciones sólidas.

## Obtención
El terbio no se encuentra nunca en estado libre en la naturaleza, sino contenido en diversos minerales como la cerita, la gadolinita, la monazita, la xenotima y la euxenita, algunos de ellos con un contenido inferior al 1% de terbio.
Los principales yacimientos comerciales de este elemento químico se encuentran en el sur de China, aunque a mediados de 2011 se informó de grandes yacimientos de este mineral en el fondo marino, cerca de Hawái.

## Características

### Propiedades físicas
El terbio es un metal elemento de las tierras raras de color blanco plateado que es maleable, dúctil y lo suficientemente blando como para cortarlo con un cuchillo. Es relativamente estable en el aire en comparación con los lantánidos anteriores y más reactivos de la primera mitad de la serie de los lantánidos. Existen dos variedades alotrópicas, con una temperatura de transformación de 1289 °C Los 65 electrones de un átomo de terbio están dispuestos en la configuración electrónica [Xe]4f96s2; normalmente, solo se pueden eliminar tres electrones antes de que la carga nuclear sea demasiado grande para permitir una mayor ionización, pero en el caso del terbio, la estabilidad de la configuración [Xe]4f7 medio llena permite una mayor ionización de un cuarto electrón en presencia de agentes oxidantes muy fuertes como el gas flúor.
El catión terbio(III) es brillantemente fluorescente, en un brillante color amarillo limón que es el resultado de una fuerte línea de emisión verde en combinación con otras líneas en naranja y rojo. La variedad itrofluorita del mineral fluorita debe su fluorescencia de color amarillo cremoso en parte al terbio. Terbium se oxida fácilmente y, por lo tanto, se usa en su forma elemental específicamente para la investigación. Se han aislado átomos de terbio individuales implantándolos en moléculas de fullereno.
El terbio tiene un orden ferromagnético simple a temperaturas inferiores a 219 K. Por encima de 219 K, se convierte en un estado de antiferromagnético helicoidal en el que todos los momentos atómicos en una capa particular plano basal son paralelos y están orientados en un ángulo fijo a los momentos de las capas adyacentes. Este antiferromagnetismo inusual se transforma en un estado paramagnético desordenado a 230 K.

### Propiedades químicas
El terbio metálico es un elemento electropositivo y se oxida en presencia de la mayoría de los ácidos (como el ácido sulfúrico), todos los halógenos e incluso agua.
2 Tb (s) + 3 H
2SO
4 → 2 Tb3+ + 3 SO2−
4 + 3 H
2↑
2 Tb + 3 X
2 → 2 TbX
3 (X = F, Cl, Br, I)
2 Tb (s) + 6 H
2O → 2 Tb(OH)
3 + 3 H
2↑
El terbio también se oxida fácilmente en el aire para formar un óxido mixto de terbio (III, IV):
8 Tb + 7 O
2 → 2 Tb
4O
7
The most common oxidation state of terbium is +3 (trivalent), such as TbCl
3. In the solid state, tetravalent terbium is also known, in compounds such as TbO
2 and TbF
4. In solution, terbium typically forms trivalent species, but can be oxidized to the tetravalent state with ozone in highly basic aqueous conditions.
La química organometálica y de coordinación del terbio es similar a la de otros lantánidos. En condiciones acuosas, el terbio puede estar coordinado por nueve agua moléculas, que están dispuestas en una geometría molecular prismática trigonal. También se conocen complejos de terbio con un número de coordinación más bajo, generalmente con ligandos voluminosos como bis(trimetilsililamida), que forma las tres coordenadas Tb[N(SiMe
3) 2]
3 complejo.
La mayoría de los complejos organometálicos y de coordinación contienen terbio en el estado de oxidación trivalente.
También se conocen complejos divalentes (Tb2+), normalmente con ligandos voluminosos de tipo ciclopentadienilo. A few coordination compounds containing terbium in its tetravalent state are also known.

#### Estados de oxidación
Como la mayoría de los elementos de tierras raras y los Lantánidos, el terbio se encuentra generalmente en el estado de oxidación +3. Sin embargo, es posible que el terbio también se encuentre en los estados de oxidación 0, +1, +2 y +4.

### Compuestos
El terbio se combina con nitrógeno, carbono, azufre, fósforo, boro, selenio, silicio y arsénico a temperaturas elevadas, formando varios compuestos binarios como TbH
2,TbH3, TbB2, Tb2S3, TbSe, TbTe y TbN. En esos compuestos, la Tb exhibe principalmente los estados de oxidación +3 y, a veces, +2. Los halogenuros de terbio(II) se obtienen recociendo los halogenuros de Tb(III) en presencia de Tb metálico en recipientes de tantalio. El terbio también forma sesquicloruro Tb
2Cl
3, que se puede reducir aún más a TbCl recociéndolo a 800 °C. Este cloruro de terbio (I) forma plaquetas con una estructura en capas similar al grafito.
Otros compuestos son
- Cloruros: TbCl
3
- Bromuros: TbBr
3
- Yoduros: TbI
3
- Fluoruros: TbF
3, TbF
4

El fluoruro de terbio(IV) fluoride es un agente fluorizante fuerte, que por lo general al ser calentado emite flúor relativamente puro, en vez de una mezcla de vapores de flúor emitidos por CoF
3 o CeF
4.

## Producción
La disponibilidad y el acceso al terbio es una fuente de preocupación para la mayoría de los países industrializados. Esta en la lista de los metales críticos, establecida por el Departamento de Energía del Gobierno de los Estados Unidos, marzo de 2011. En esta lista, podemos averiguar que el terbio, está escaseando y que su suministro está en peligro a partir del año 2012. Estamos hablando de un simple fin del Terbio, tal como lo extraemos hoy, es decir, de forma económicamente viable. Como todas las tierras raras, el terbio está presente en toda la corteza terrestre, solo que la concentración es muy diminuta, ya que nunca se extrae solo, sino mezclado con otros minerales.

## Aplicaciones
Este elemento se utiliza en el dopaje de materiales usados en dispositivos de estado sólido, tales como el fluoruro de calcio, el tungstato de calcio y el molibdato de estroncio. El oxosulfato de gadolinio dopado con terbio es uno de los mejores colorantes en rayos X.
También se emplea como cristal estabilizador en células de combustible que operan a elevadas temperaturas, junto al óxido de circonio, en aleaciones y en la producción de componentes electrónicos. Su óxido se utiliza en los fósforos verdes de lámparas fluorescentes y tubos de imagen. El borato de terbio y sodio se aplica también en electrónica.

## Isótopos
En la naturaleza se encuentran compuestos de un isótopo estable, el 159-Tb. Otros 33 radioisótopos han sido registrados, siendo el 158-Tb el más estable de todos, con una vida media de 180 años. Los isótopos 157-Tb y 160-Tb tienen una vida media alrededor de los 70 años. Los restantes radioisótopos tienen vidas medias de menos de 7 días, muchos de ellos de menos de 24 segundos. 

## Precauciones
Al igual que el resto de lantánidos, los compuestos del terbio tienen un nivel moderado de toxicidad, aunque esta no se ha investigado en profundidad. No se conoce ningún papel de este elemento en el ciclo biológico.